# Ptilocerembia
Ptilocerembia  (лат.) — род эмбий, единственный в составе семейства Ptilocerembiidae. Известно 5 видов. Юго-Восточная Азия.

## Описание
Отличаются следующими признаками: медиальная крыловая жилка MA раздвоенная, усиковые сегменты обычно с длинными волосками, тергит X косо разделен на два неравных склерита с вдавленной областью между гемитергитами, выступ гипандрия (HP) относительно длинный (больше длины гипандрия, девятого стернита, H), левые церкомеры слиты, иногда шов между церкомерами виден нечетко.

## Классификация
Описано 5 видов. Ранее род включали в состав семейства Notoligotomidae, а в 2012 году выделили в отдельное монотипическое семейство Ptilocerembiidae.
- Ptilocerembia catherinae Poolprasert & Edgerly, 2014 — Таиланд[4]
- Ptilocerembia roepkei Friederichs, 1923 — Индонезия (Ява, Суматра)[5]
- Ptilocerembia rossi Poolprasert & Edgerly, 2014 — Таиланд
- Ptilocerembia senathami Poolprasert & Edgerly, 2014 — Таиланд
- Ptilocerembia thaidina Poolprasert & Edgerly, 2014 — Таиланд